# Rasmus, Pontus och Toker
Rasmus, Pontus och Toker är en svensk film från 1956 i regi av Stig Olin som bygger på ett manus av Astrid Lindgren.
Filmen premiärvisades 12 december 1956 på biograf Astoria i Stockholm. Astrid Lindgrens manuskript omarbetades till en radioföljetong som sändes hösten 1956 och utgavs som barnboken Rasmus, Pontus och Toker 1957. Filmen klipptes om till tre 30 minuter långa avsnitt som visades av TV som barnprogram på lördagskvällarna 1963.

## Handling
I den lilla staden Västanvik arbetar Rasmus pappa som poliskonstapel. Rasmus är en ganska lat realskoleelev, medan hans storasyster Patricia, kallad "Pricken", går på gymnasiet. Pricken uppvaktas flitigt av adelsynglingen Joakim von Rencken. Under tiden samlar Rasmus och hans vän Pontus skrot för att dryga ut veckopengen.
När förhållandet mellan Pricken och Joakim tar slut känner hon sig sårad och misstänker att hon bara var ett namn i hans "realisationskatalog". För att trösta sin syster lovar Rasmus att stjäla katalogen. Tillsammans med Pontus smyger han på natten till von Renckens villa, där de ser två män klättra nedför en stege med en stor säck, som Rasmus misstänker innehåller familjens värdefulla silversamling.
Samtidigt har ett tivoli kommit till staden, och Rasmus och Pontus tar sig in utan att betala. Där igenkänner de en av tjuvarna, svärdslukaren Alfredo, som även han lägger märke till dem. Alfredo fångar Rasmus och hans älskade tax Toker, och hotar med att skada Toker om pojkarna avslöjar stölden. Efter att Rasmus släpps hålls Toker kvar som gisslan.
Rasmus och Pontus upptäcker att tjuvarna gömt stöldgodset i fru Anderssons källare, där pojkarnas eget skrotlager också finns. De byter ut silvret mot järnskrot och planerar att hämta Toker. Men när de återvänder blir de istället inlåsta av tjuvarna, som snart inser att silvret har bytts ut.
Pojkarna lyckas fly, rädda Toker och gillra en fälla för tjuvarna. Genom list lurar de bovarna till en annan källare, som visar sig vara en bakväg in till polisstationen.

## Roller
- Eskil Dalenius – Rasmus Persson
- Sven Almgren – Pontus Magnusson, hans kamrat
- Stig Järrel – Alfredo, svärdslukare, silvertjuv
- Hjördis Petterson – Berta, Alfredos medhjälpare
- Elof Ahrle – Patrik Persson, Rasmus pappa, poliskonstapel
- Siv Ericks – Gullan Persson, Rasmus mamma
- Pia Skoglund – Patricia "Pricken" Persson, Rasmus storasyster
- Stig Olin – Ernst, silvertjuv
- Björn Berglund – baron von Rencken
- Åke Engfeldt – överkonstapel
- Torsten Wahlund – Joakim von Rencken, baron von Renckens son, Prickens fästman
- Monica Steier – Annika
- Olof Frenzel – Jan
- Heinz Hopf – Krister
- Sven Holmberg – "Antikhajen", hälare, antikvitetshandlare (okrediterad roll)[2]
- Astrid Bodin –  fru Andersson, Bertas syster (okrediterad roll)[2]
- Margit Andelius – karusellkassörskan (okrediterad roll)[2]
- Gösta Prüzelius – Prickens lärare (okrediterad roll)[2]
- David Erikson – Rasmus lärare (okrediterad roll)[2]
- Else Fisher – Rasmus musiklärare (okrediterad roll)[2]
- Hedvig Lindby – fru Enoksson, den gamla damen som tappat sin kanariefågel (okrediterad roll)[2]
- Eva Alw – turist utanför läroverket (okrediterad roll)[2]

## Produktion
Inspelningen av filmen skedde vid AB Sandrew-Ateljéerna i Stockholm med exteriörscener från Mariefred med arbetstiteln Rasmus, Pontus och karusellen.

## Musik i filmen
- "Karusellvisan (Kom raska på stora och små)", kompositör och text Stig Olin, sång Eskil Dalenius
- "Mor, lilla mor", kompositör Ellen Heijkorn, text Astrid Gullstrand, sång Elof Ahrle
- "I Eksjö sta' på Ränneslätt" svensk folkvisa upptecknad av Albert Engström och Björn Halldén, sång Elof Ahrle
- "Ute blåser sommarvind", kompositör Alice Tegnér, text 1811 Samuel Hedborn
- "Beautiful Dreamer" ("Drömmar av silver, drömmar av guld"), kompositör Stephen C. Foster, svensk text 1939 Harry Iseborg, sång Hjördis Petterson[2]